# Ohlertidion thaleri
Ohlertidion thaleri is een spinnensoort in de taxonomische indeling van de kogelspinnen (Theridiidae).
Het dier behoort tot het geslacht Ohlertidion. De wetenschappelijke naam van de soort werd voor het eerst geldig gepubliceerd in 1988 door Yuri M. Marusik.